# لینا رون
نینت لینا رون پریرا (۲۳ سپتامبر ۱۹۵۹–۵ مارس ۲۰۱۱) یک رهبر سیاسی ونزوئلا بود. او بنیانگذار و رئیس حزب اتحاد مردمی ونزوئلا بود. حزب او یکی از احزاب حامی هوگو چاوز بود. رون یکی از حلقه‌های بولیواری‌ها را اداره می‌کرد. او در سال ۲۰۱۱ در سن ۵۱ سالگی بر اثر حمله قلبی درگذشت و در گورستان جنوبی پلازا آندرس الوی بلانکو به خاک سپرده شد. چاوز او را به عنوان «یک سرباز واقعی مردم» و «یک انقلابی کامل» تحسین می‌کرد.

## اوایل زندگی
لینا رون در ۲۳ سپتامبر ۱۹۵۹ در آناکو، در ایالت آنزواتگی به دنیا آمد. او چهارمین فرزند «مانوئل رون چیراکه» یکی از رهبران سیاسی بود، محسوب می‌شد. او و شش برادر و هشت پسر عمویش توسط مادرش پس از آنکه پدرش مانوئل محکوم به قتل شد و به زندان رفت، بزرگ شدند. او تا ترم هشتم در دانشگاه مرکزی ونزوئلا در رشته پزشکی تحصیل کرد و سپس ترک تحصیل کرد.

## سیاست
او در سن ۲۷ سالگی به کاراکاس مهاجرت مکان کرد و قبل از تبدیل شدن به یک رهبر دانشجویی چپ‌گرا در "Comité de Luchas Populares (CLP)" در یک مرکز خرید کار می‌کرد. او در آنجا در دفاع از حقوق دانش‌آموزان، دستفروش‌های خیابانی و بی‌خانمان‌ها تظاهرات کرد. او موهای خود را بلوند پلاتینیوم رنگ می‌کرد و نقش مهمی به عنوان یک فعال دانشجویی داشت.

### رویکرد سیاسی
رون معتقد بود که او به نیابت از بی بضاعت‌ها خواهد جنگید تا قربانیان ابدی "الیگارشی و امپریالیسم در ونزوئلا" نشوند. او در سال ۲۰۰۲ زمانی که در تظاهرات مقابل سفارت آمریکا در جریان کودتا علیه هوگو چاوز شرکت می‌کرد، به شهرت رسید.
رون در رویکرد سیاسی رادیکالی خود بسیار تهاجمی و بی‌ثبات بود، تا جایی که حتی چاوز او را "غیرقابل کنترل" می‌خواند و او را "قسمت زشت یک انقلاب" می‌نامید. او همچنین رهبر یکی از حلقه‌های بولیواری به نام "La Piedrita" بود، حلقه تحت رهبری او یک حلقه کاملا مسلح محسوب می‌شد. در سال ۲۰۰۸، او و همراهانش به کاخ اسقف اعظم در کاراکاس حمله کردند و مردمی را که در آنجا بودند را با خشونت بیرون کردند و قاطعانه خواستار حمایت کلیسای کاتولیک از آرمان‌های انقلابی خود شدند. در سال ۲۰۰۹، رون رهبری یک حمله مسلحانه به گلوبویژن را بر عهده داشت، جایی که او و مهاجمان گاز اشک آور را به مقر این سازمان خبری پرتاب کردند که باعث زخمی شدن چندین نفر در داخل شد ساختمان شد و امنیت آن ساختمان را با سلاح‌های گرم خود تهدید کردند. او سپس به مدت سه ماه، پس از حمله سال ۲۰۰۹ به زندان رفت و ظاهراً به دلیل اعمال خشونت علیه یک شهروند ایالات متحده به عنوان مظنونان تروریستی شناخته شد.

## مرگ
در ۵ مارس ۲۰۱۱، آندرس ایزارا، رئیس وقت وزارت ارتباطات و اطلاعات اعلام کرد که لینا رون به دلیل "بیماری انسدادی عروق کرونر طولانی مدت" درگذشت. مقامات سردخانه بلو مونته در کاراکاس نیز تأیید کردند که لینا بر اثر مصرف بیش از حد دارو یا مسمومیت نمرده است زیرا هیچ علائمی در هیچ یک از اعضای بدن وی مشاهده نشده است. پس از مرگ او، رئیس جمهور چاوز اظهار داشت که:
او شمشیر تیز و شعله زنده انقلاب بولیواری سوسیالیستی بود و با رفتن لینا رون شمشیر تیزتر می‌شود و شعله آتش نیز بیشتر می‌شود.